# Бобруйківська сільська рада
Бобру́йківський старостинський округ — адміністративно-територіальна одиниця та орган місцевого самоврядування в Козелецькому районі Чернігівської області. Адміністративний центр — село Бобруйки.

## Загальні відомості
- Територія ради: 2,533 км²
- Населення ради: 438 осіб (станом на 2001 рік)

## Історія
Чернігівська обласна рада рішенням від 27 березня 2001 року у Козелецькому районі утворила Бобруйківську сільраду з центром у селі Бобруйки.

## Населені пункти
Сільській раді були підпорядковані населені пункти:
- с. Бобруйки

## Склад ради
Рада складалася з 12 депутатів та голови.
- Староста: Мотовиловець Оксана Іванівна

### Депутати
За результатами місцевих виборів 2010 року депутатами ради стали:

#### За суб'єктами висування
| Суб'єкт висування            | Кількість обраних депутатів | %    |
| ---------------------------- | --------------------------- | ---- |
| Партія регіонів              | 6                           | 50   |
| Самовисування                | 5                           | 41,7 |
| Соціалістична партія України | 1                           | 8,3  |

#### За округами
| № округу                     | Прізвище, ім'я, по батькові     | Дата визнання обраним | Освіта             | Партійна приналежність | Відомості про обраного депутата                       |
| ---------------------------- | ------------------------------- | --------------------- | ------------------ | ---------------------- | ----------------------------------------------------- |
| Партія регіонів              |                                 |                       |                    |                        |                                                       |
| 3                            | Іваняс Юрій Степанович          | 01.11.2010            | середня спеціальна | член Партії регіонів   | Церква «Різдва Христового», священик                  |
| 4                            | Малюк Олена Миколаївна          | 01.11.2010            | середня спеціальна | член Партії регіонів   | Сираївське споживче товариство, продавець             |
| 5                            | Московченко Світлана Вікторівна | 01.11.2010            | середня спеціальна | член Партії регіонів   | Булахівське відділення зв'язку, листоноша             |
| 6                            | Потій Віктор Миколайович        | 01.11.2010            | середня            | член Партії регіонів   | тимчасово не працює                                   |
| 8                            | Булка Валентина Костянтинівна   | 01.11.2010            | середня спеціальна | член Партії регіонів   | Сираївське споживче товариство, продавець             |
| 10                           | Бура Наталія Миколаївна         | 01.11.2010            | середня спеціальна | член Партії регіонів   | Сираївське споживче товариство, продавець             |
| Соціалістична партія України |                                 |                       |                    |                        |                                                       |
| 7                            | Неліп Катерина Сергіївна        | 01.11.2010            | вища               | позапартійна           | Бобруйківська загальноосвітня школа І-ІІ ст., вчитель |
| Самовисування                |                                 |                       |                    |                        |                                                       |
| 1                            | Приходько Світлана Михайлівна   | 01.11.2010            | вища               | позапартійна           | тимчасово не працює                                   |
| 2                            | Запорожець Любов Анатоліївна    | 01.11.2010            | вища               | позапартійна           | Бобруйківський сільський клуб, бібліотекар            |
| 9                            | Грицан Юлія Юріївна             | 01.11.2010            | вища               | позапартійна           | Бобруйківська сільська рада, секретар                 |
| 11                           | Красноок-Нелеп Олена Петрівна   | 01.11.2010            | вища               | позапартійна           | тимчасово не працює                                   |
| 12                           | Співак Віра Іванівна            | 01.07.2012            | вища               | позапартійна           | Бобруйківський сільський клуб, завідувачка            |